# Snopków

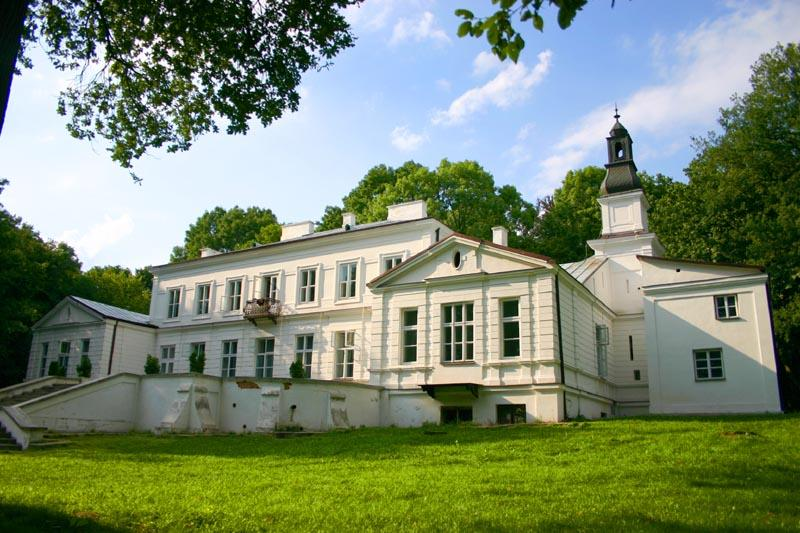
Palatset i Snopków

Snopków är en by i det administrativa distriktet Gmina Jastków i östra Polen. Orten ligger omkring 10 km nordväst om den regionala huvudstaden Lublin.